# آندره وندویر
آندره وندویر (انگلیسی: André Vandewyer; ۲۱ ژوئن ۱۹۰۹ – ۲۲ اکتبر ۱۹۹۲) بازیکن فوتبال اهل بلژیک بود.
وی همچنین در تیم ملی فوتبال بلژیک بازی کرده‌است.